# Rue Dauphine
Pour les articles homonymes, voir Dauphine.
La rue Dauphine est une voie située dans le quartier de la Monnaie dans le 6e arrondissement de Paris.

## Situation et accès
La rue Dauphine est desservie par la ligne 4 à la station Odéon, ainsi que par la ligne 7 à la station Pont-Neuf.

## Origine du nom

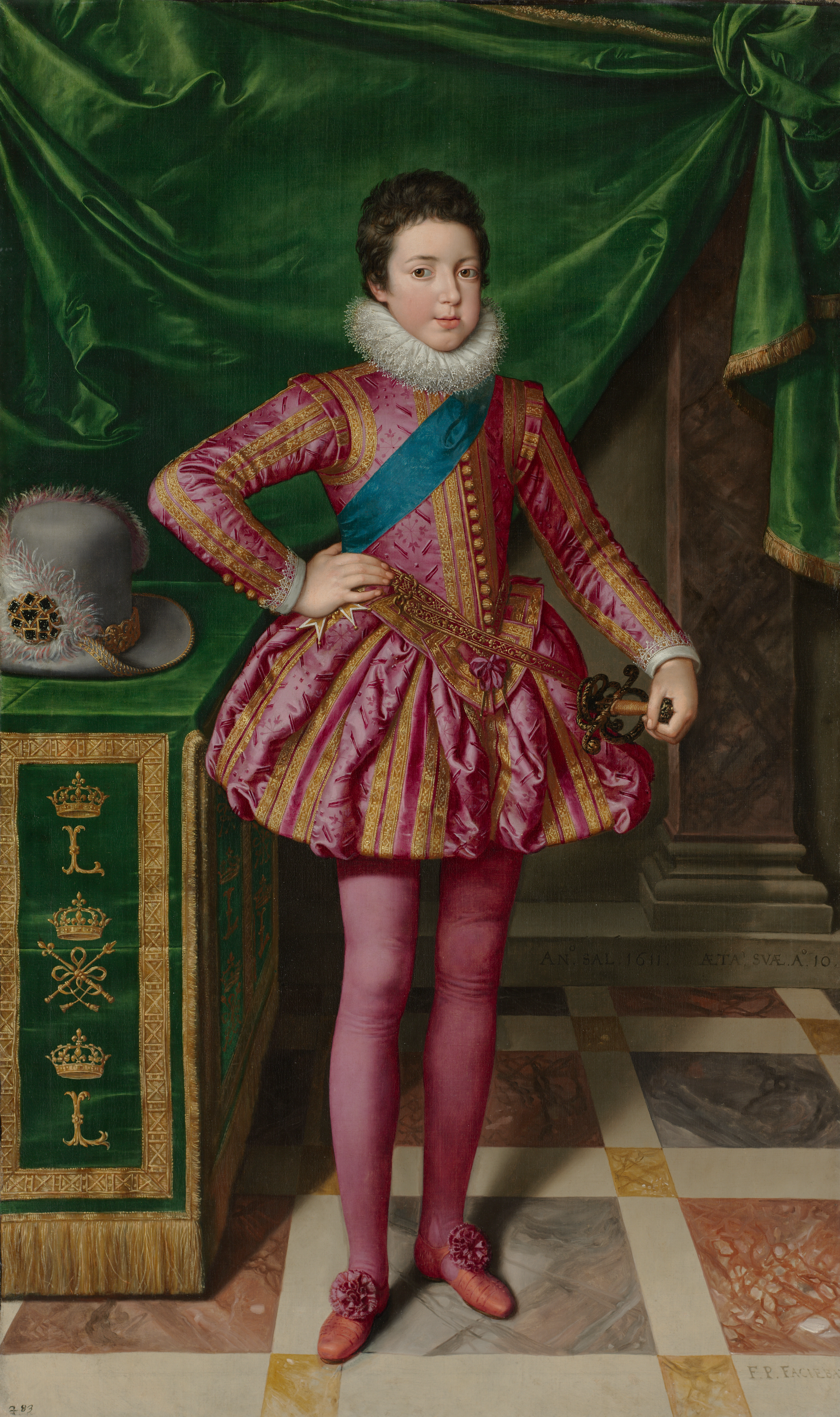
Frans Pourbus le Jeune, Portrait de Louis XIII (1611), musée d'art de Cleveland.

Elle fut nommée ainsi en l’honneur du dauphin, fils d’Henri IV.

## Historique
La rue Dauphine a été percée en 1607 sous Henri IV entre la Seine et l’enceinte de Philippe Auguste dans les jardins du couvent des Grands-Augustins. Les moines se sont opposés à l’acquisition de leur terrain, mais Henri IV les aurait convaincus en les menaçant d’ouvrir la rue au canon. 
Il s’agit de la première rue de Paris dotée d’un alignement, donc rectiligne. Elle a été conçue en même temps que la place Dauphine — d'où son nom — et que le pont Neuf qu’elle prolonge.
Elle est citée sous le nom de « rue Neufve Dauphine », pour une partie, et de « Grand rue Dauphine », pour une autre partie, dans un manuscrit de 1636 dont le procès-verbal de visite, en date du 30 avril 1636, indique qu'elle « a été trouvée entièrement orde, boueuse et pleine de quantité d'immundices ».
En 1639, la rue Dauphine est prolongée au-delà du rempart jusqu’au carrefour de Buci. Cette portion s’est appelée « rue Neuve Dauphine » ou « petite-rue Dauphine ».
Elle faisait partie de la paroisse Saint-André-des-Arts.
De 1729 à 1739, à l'angle de la rue Dauphine et de la rue de Buci, chez le traiteur Nicolas Landelle se réunit la célèbre goguette du Caveau, première du nom. La salle basse où se tient ses assemblées donne son nom à la société. Il se perpétuera jusqu'en 1939, à travers quatre sociétés successives différentes.
En 1763, les premiers réverbères sont installés rue Dauphine par le lieutenant général de police Antoine de Sartine. À compter du 27 octobre 1792, durant la Révolution, l’ensemble de la rue est renommé « rue de Thionville », avant de reprendre son nom de « rue Dauphine » en 1814.
En 1906, Pierre Curie meurt à l'entrée de la rue, à côté du pont Neuf, écrasé par un camion hippomobile.
Le 27 juin 1918, durant la Première Guerre mondiale, une bombe explose au no 53 rue Dauphine lors d'un raid effectué par des avions allemands.

## Bâtiments remarquables et lieux de mémoire

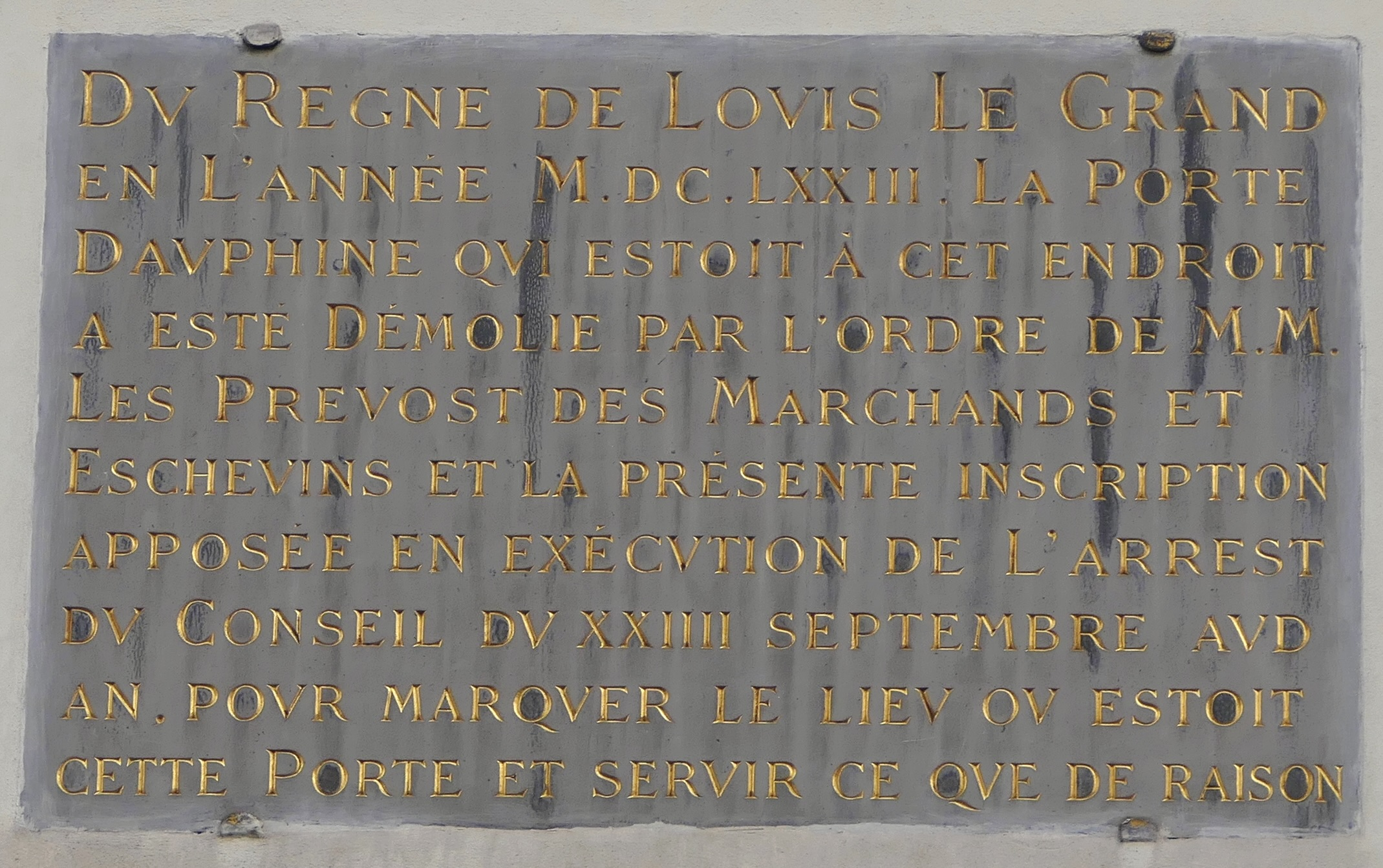
Plaque au no 44.

- No 16 : hôtel particulier de Charles Bruslart, conseiller ordinaire du roi en 1644[6].
- Nos 16 et 18 : ancien siège de la Société apollinienne, société savante qui devint le Musée de Paris en 1782[7]. Le 28 mai 1791, le Club des cordeliers, dit la Société des Amis des droits de l'homme et du citoyen, loue le Musée rue Dauphine (renommée en 1792 rue de Thionville, n° 105)[8].
- No 30 : le passage Dauphine, créé en 1825, relie la rue Dauphine à la rue Mazarine, et prolonge la rue Christine. Dans ce passage avec des arbres, il y a des vestiges de l'enceinte de Paris construite par Philippe Auguste[9].
- No 31 : galerie kreo, spécialisée dans les créations originales de designers contemporains.
- No 33 : à l'angle avec la rue Christine, à la place de l'actuel Café Laurent se trouvait Le Tabou, un célèbre caveau de danse et de jazz ouvert de 1947 à 1948. Le Tabou est très vite devenu le rendez-vous favori des zazous noctambules[10] ; une plaque commémorative en témoigne à l'angle des rues Dauphine et Christine[11]. C'est aussi l'emplacement actuel de l'hôtel d'Aubusson (5 étoiles), hôtel particulier du XVIIe siècle bâti sur l'ancien emplacement du couvent des Grands Augustins ; on peut encore voir la cheminée et les poutres d'origine en prenant un thé au grand salon ; par ailleurs, dans la lignée du Tabou, l'hôtel programme des concerts de jazz du lundi au samedi soir[12] ouverts à la clientèle extérieure.
- No 44 : plaque ancienne marquant l'emplacement de la Porte Dauphine, détruite en 1673. C’est la plaque commémorative la plus ancienne de Paris[13]. Elle indique :

« Du Regne de Louis Le Grand en l’année M DC LXXIII La Porte Dauphine qui estoit à cet endroit a esté démolie par l’ordre de MM Les Prevost des Marchands et Eschevins et la présente inscription apposée en exécution de L’arrest du Conseil du XXIIII septembre aud an pour marquer le lieu ou estoit cette Porte et servir ce que de raison »

- No 52 : le café de Buci, sur la place Louise-Catherine-Breslau-et-Madeleine-Zillhardt.